# Divorce en musique
Pour les articles homonymes, voir Lady Be Good (homonymie).
Pour plus de détails, voir Fiche technique et Distribution.
Divorce en musique (Lady Be Good) est un film musical américain en noir et blanc réalisé par Norman Z. McLeod, sorti en 1941.

## Synopsis
À New York, au tribunal, la chanteuse de revue Marilyn Marsh (Eleanor Powell) et son amie Dixie Donegan (Ann Sothern) témoignent des raisons ayant conduit cette dernière à demander le divorce : serveuse dans un restaurant, elle avait connu Eddie Crane (Robert Young), un compositeur de chansons sans envergure, faute d'avoir trouvé le parolier idéal. Or Dixie possède le don inné d'imaginer des textes adéquats. Ils forment alors un duo à succès, se marient et collaborent avec l'éditeur Max Milton (Reginald Owen), l'arrangeur 'Red' Willet (Red Skelton) ou encore le chanteur populaire Buddy Crawford (John Carroll). Mais après quelques années, grisé par ce succès, Eddie se met à fréquenter la haute société new-yorkaise et à délaisser la composition ainsi que les bonheurs simples de ses débuts. Dixie obtient sans difficultés le divorce, mais bientôt Eddie et elle réalisent qu'ils ne peuvent se passer l'un de l'autre...

## Fiche technique
- Titre original : Lady Be Good
- Titre français : Divorce en musique
- Mise en scène des numéros musicaux : Busby Berkeley
- Scénario : Kay Van Riper, John McClain et Jack McGowan, d'après une histoire de ce dernier
- Musique : George Gershwin
  - Lyrics : Ira Gershwin
  - dont la Song The Last Time I Saw Paris, musique de Jerome Kern, lyrics d'Oscar Hammerstein II
  - Chansons additionnelles : Roger Edens et Arthur Freed
  - Direction musicale : Georgie Stoll
  - Arrangements et orchestrations : Leo Arnaud, George Bassman et Conrad Salinger
- Photographie : George J. Folsey et Oliver T. Marsh
- Direction artistique : Cedric Gibbons et John S. Detlie
- Décors de plateau : Edwin B. Willis
- Costumes : Adrian
- Montage : Fredrick Y. Smith
- Producteur : Arthur Freed
- Société de production et de distribution : Metro-Goldwyn-Mayer
- Pays de production :  États-Unis
- Langue : anglais
- Genre : comédie musicale
- Format : noir et blanc - 35 mm - 1,37:1 - son mono (Western Electric Sound System)
- Durée : 112 min
- Dates de sortie : 
  - États-Unis : 1er septembre 1941 (première)
  - France : 15 mars 1946

## Distribution
- Eleanor Powell : Marilyn Marsh
- Ann Sothern : Dixie Donegan
- Robert Young : Edward 'Eddie' Crane
- Lionel Barrymore : le juge Murdock
- John Carroll : Buddy Crawford
- Red Skelton : Joe 'Red' Willet
- Virginia O'Brien : Lull
- Tom Conway : M. Blanton
- Dan Dailey : Bill 'Billy' Pattison
- Reginald Owen : Max Milton
- Rose Hobart : Mme Carter Wardley
- Phil Silvers : le maître des cérémonies
- Connie Russell : la chanteuse
- James, Warren et Nyas Berry : eux-mêmes (The Berry Brothers)

acteurs non crédités
- Doris Day : une débutante

## Récompenses et distinctions
- 14e cérémonie des Oscars 1941 : Oscar de la meilleure chanson originale pour The Last Time I Saw Paris de Jerome Kern et Oscar Hammerstein II.